# Nicole Sanderson
Nicole Sanderson (Perth, 1 de abril de 1976) es una deportista australiana que compitió en voleibol, en la modalidad de playa.
Ganó una medalla de bronce en el Campeonato Mundial de Vóley Playa de 2003. Participó en los Juegos Olímpicos de Atenas 2004, ocupando el cuarto lugar en el torneo femenino.

## Palmarés internacional
| Campeonato Mundial | Campeonato Mundial      | Campeonato Mundial | Campeonato Mundial |
| Año                | Lugar                   | Medalla            | Pareja             |
| ------------------ | ----------------------- | ------------------ | ------------------ |
| 2003               | Río de Janeiro (Brasil) | Medalla de bronce  | Natalie Cook       |